# Heinrich I. (Nassau)

Das Wappen der Grafen von Nassau

Heinrich I. von Nassau († August 1167 in Rom) war die erste Person, die sich Graf von Nassau nannte.

## Leben

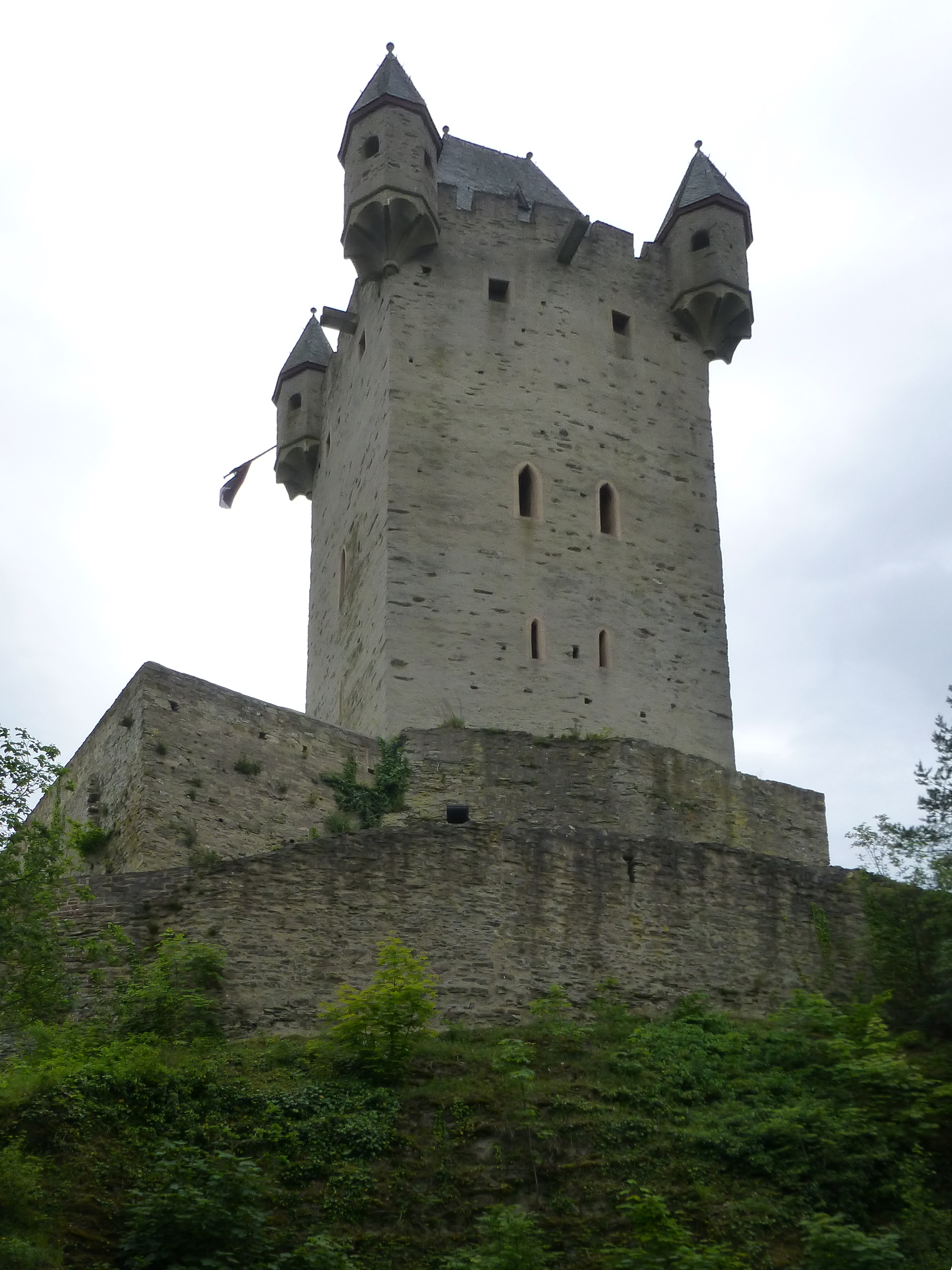
Die Burg Nassau

Heinrich war wahrscheinlich ein Sohn von Graf Ruprecht II. von Laurenburg und einer unbekannten Frau.
Heinrich wird als Graf von Nassau erwähnt zwischen 1160 und 1167. Er regierte zusammen mit seinem Vetter Ruprecht III.
Im Jahr 1161 befand Heinrich sich im Lager von Kaiser Friedrich I. Barbarossa. Im Jahr 1167 war Heinrich Führer einer kölnisches Verbandes in Italien. Heinrich starb im August 1167 in Rom an der Pest.

## Nachkommen
Von Heinrich wurde keine Ehe erwähnt, er hat wahrscheinlich nie geheiratet.